# Paul-François Choppin
Pour les articles homonymes, voir Choppin.
Paul-François Choppin est un sculpteur français, né à Auteuil le 26 février 1856 et mort à Paris (14e arrondissement) le 13 juin 1937.

## Biographie
Paul-François Choppin perd l'ouïe à l'âge de deux ans et reste sourd et muet sa vie durant. Il étudie à l'Institution nationale des sourds-muets de Paris, à l'école nationale des Arts Décoratifs puis à l'école nationale des Beaux-Arts. En 1904, il épouse Marie Célina Reuché, artiste peintre miniaturiste. Élève de François Jouffroy et de Alexandre Falguière, il débute au Salon des artistes français de 1877 dont il devient sociétaire en 1886. Il présente trois fois au Salon son projet du Volontaire, d'abord en 1888 sous le titre Un vainqueur de la Bastille, puis à l'Exposition Universelle de 1889 : Un Volontaire de 92, et enfin en 1898 : Un Enrôlé de 1792. Choppin expose au Salon jusqu'en 1923. Il y obtient en 1886 une mention honorable puis une médaille d'argent en 1888 et il reçoit une médaille de bronze à l'exposition universelle de 1889.
Il enseigne son art à Paris. Douglas Tilden, sourd comme lui, est son élève.

## Œuvres
- 1920, Buste de Gustave Baguer[3], Asnières-sur-Seine, Institut Baguer.
- Le Génie des arts, 1886, statue en plâtre acheté par l'État et déposé en 1895, musée Sainte-Croix de Poitiers, œuvre détruite.
- Monument à Paul Broca (bronze), 1887. Érigée  à Paris, place Broca, elle fut envoyée à la fonte sous le régime de Vichy[4], dans le cadre de la mobilisation des métaux non ferreux.
- La Lavandière, érigée en 1897 dans le parc Montsouris à Paris. Envoyée à la fonte sous le régime de Vichy, dans le cadre de la mobilisation des métaux non ferreux.
- Statue de Paul Broca (bronze), érigée dans la ville natale du médecin à Sainte-Foy-la-Grande, envoyée à la fonte sous le régime de Vichy, dans le cadre de la mobilisation des métaux non ferreux[5].
- Le Volontaire de 1792, 1899, statue en bronze érigée à Remiremont à l'initiative de Jules Méline alors président du Conseil. Un autre exemplaire, érigé à Paris, square Parmentier, est envoyé à la fonte en 1942, dans le cadre de la mobilisation des métaux non ferreux. Les musées des beaux-arts de Reims et de la Révolution française conservent chacun une statue en bronze de 54 cm de ce sujet.
- La Mort de Britannicus, Dieppe, château-musée de Dieppe.

Œuvres de Paul-François Choppin
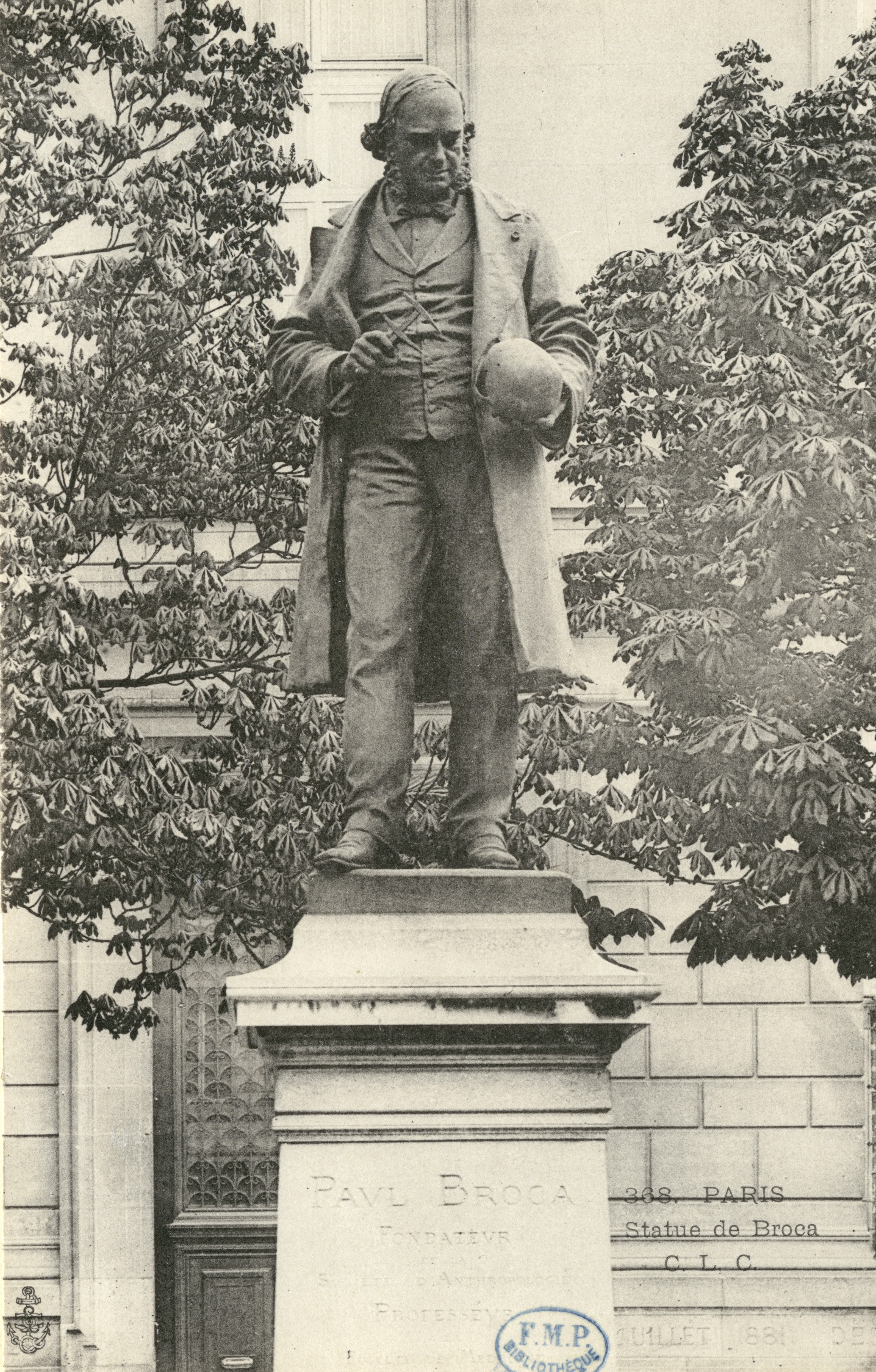
Statue de Paul Broca à Paris.
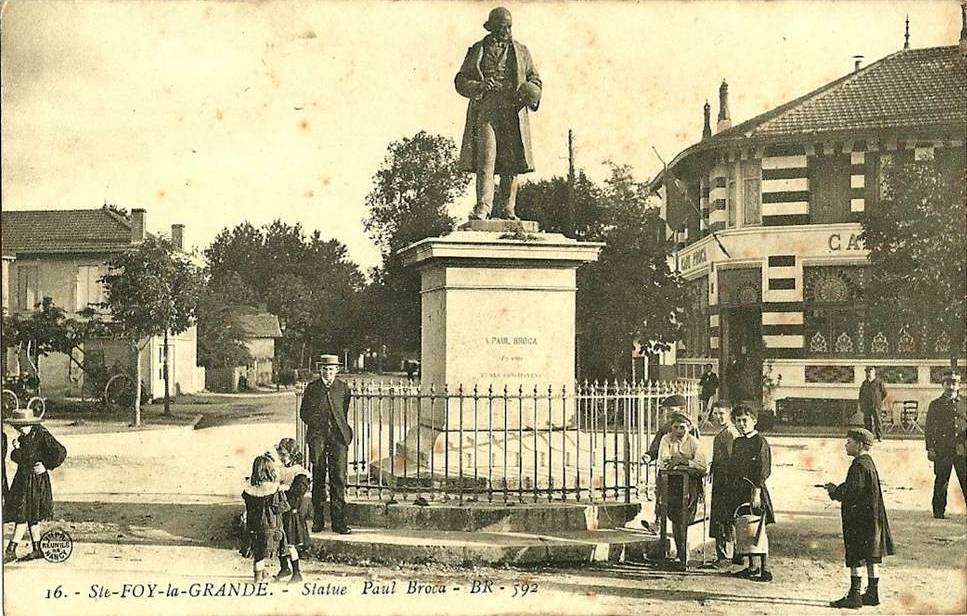
Statue de Paul Broca à Sainte-Foy-la-Grande.
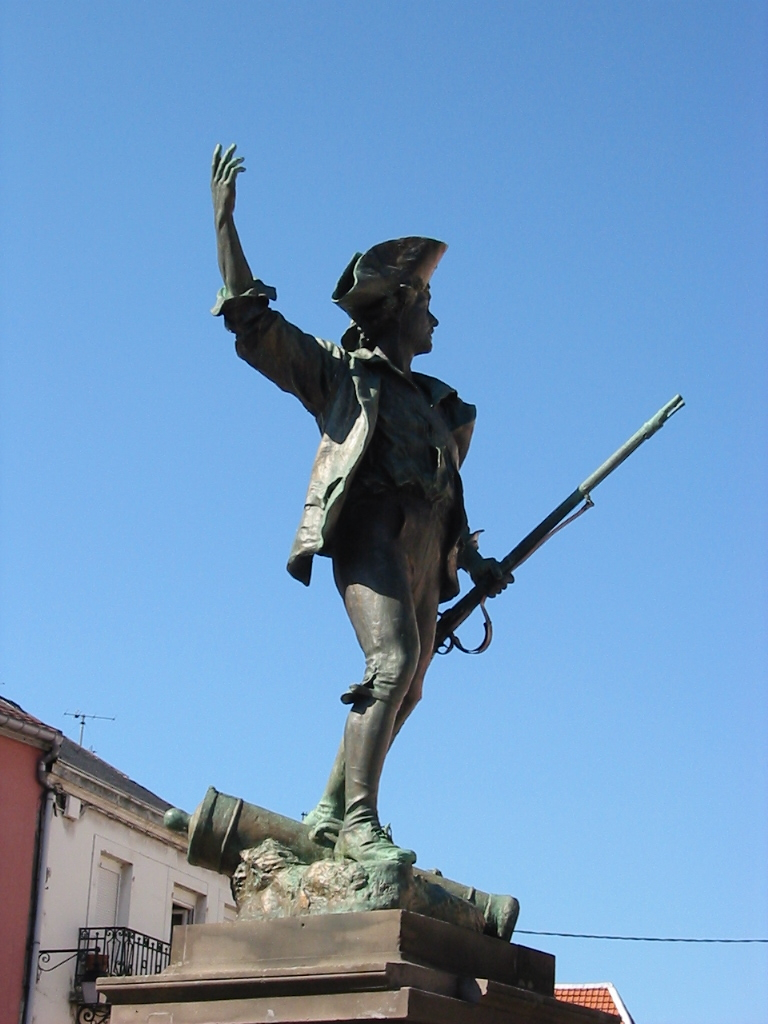
Le Volontaire de 1792 à Remiremont.